# Granhammars slott

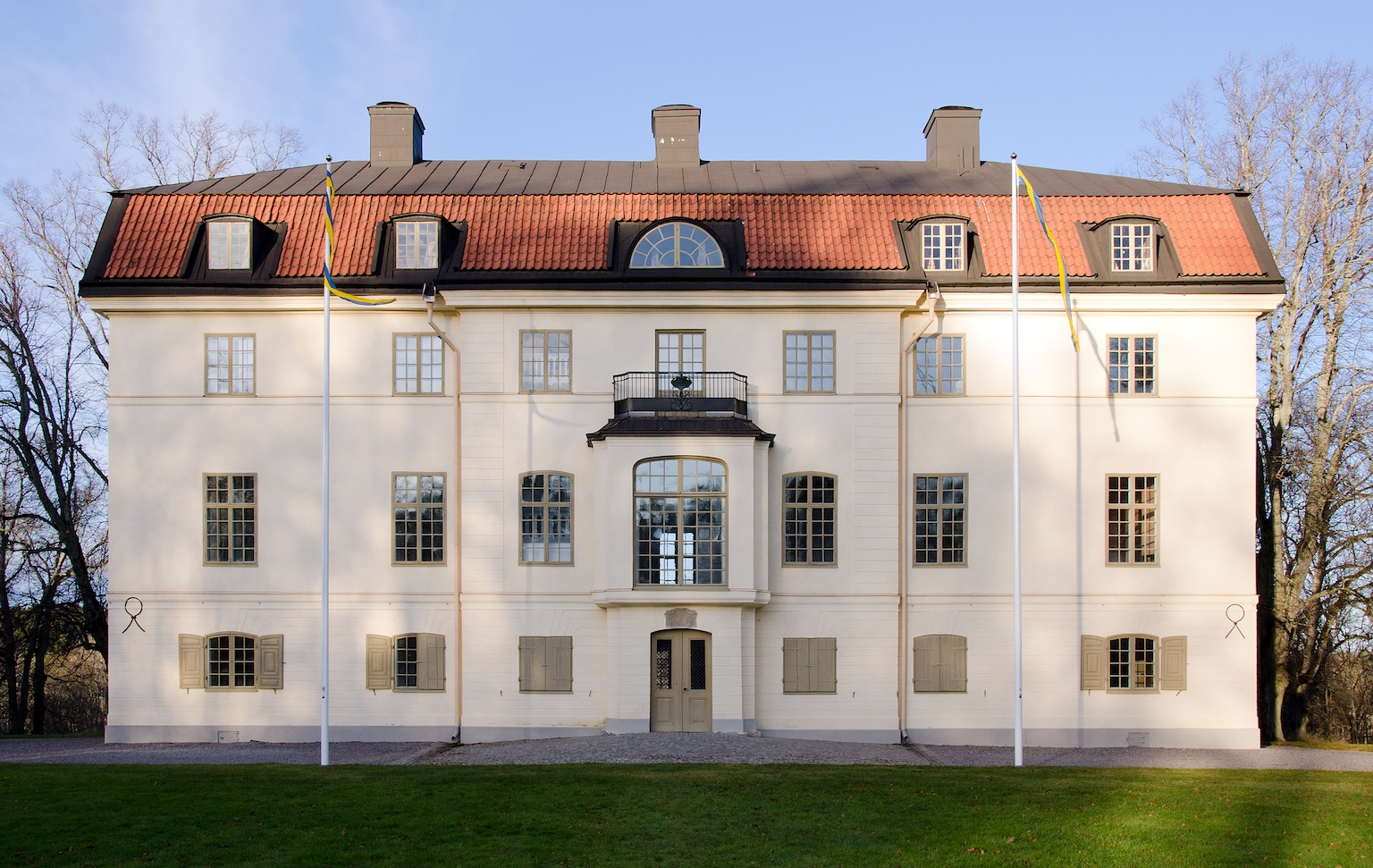
Granhammars slott, fasad mot syd, 2011.

Granhammar är en herrgård i Västra Ryds socken i Upplands-Bro kommun i Stockholms län. Huvudbyggnaden uppfördes 1748–1752 efter ritningar av arkitekten Carl Hårleman för byggherren Jabob Albrekt von Lantingshausen och Anna Sofia von Fersen. Godset, som var det största i Västra Ryd, löstes in av staten 1964 för att bli övningsområde åt Svea Livgarde. Anläggningen ligger numera inom militärt skyddsobjekt och är inte tillgänglig för allmänheten.

## Historia

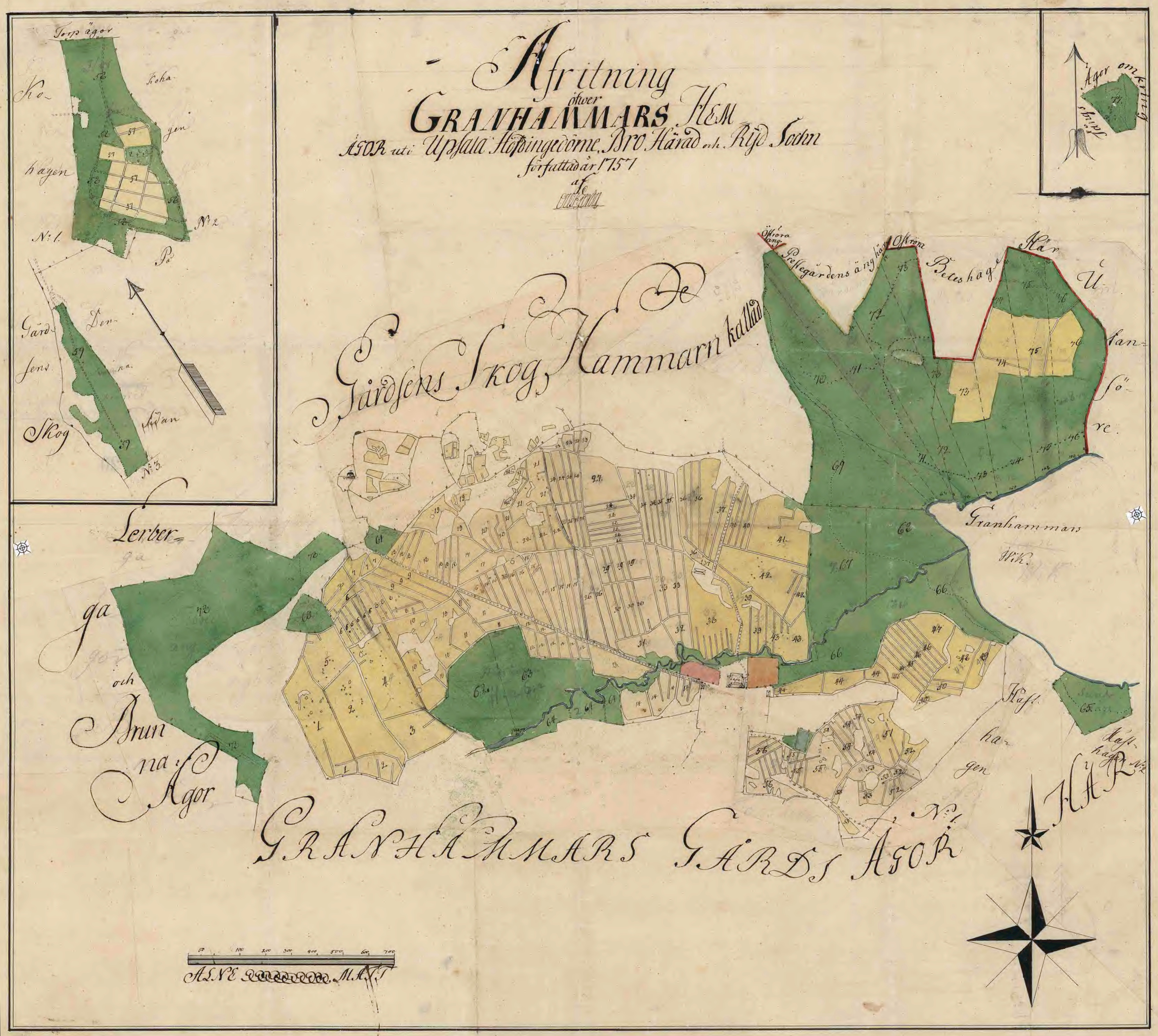
Arealavmätning från 1757.

Ett gravfält från yngre järnåldern tyder på att platsen varit bebodd länge. Granhammar omnämns i skrift redan 1299. År 1344 ägdes gården av Uppsala domkyrka, på 1400-talet av Lossaätten, och på 1500-talet tillhörde den Arendt Persson som var nära vän till Gustav Vasa. Ägare har sedan varit släkterna Örnflycht, Rosencrantz, Soop, Wachtmeister, Fersen, von Lantingshausen och Rålamb.
Stället finns upptaget på en lantmäterikarta som tros härröra från 1600-talets senare hälft. Förutom gård och ladugård visas där också mindre torpställen och bebyggelse runt gården. Corps de logi, en äldre säteribyggnad från 1600-talet, förstördes i en brand någon gång mellan 1712 och 1718. Dåvarande ägaren, Hans von Fersen, lät därefter bygga nya flyglar, men ingen ny huvudbyggnad. 
På 1750-talet uppfördes en ny huvudbyggnad i två våningar som ersättning för den nedbrunna. Byggherre var friherre Jakob Albrekt von Lantinghausen och Anna Sofia von Fersen, som ärvt Granhammar av sin far Hans von Fersen. Carl Hårleman ritade en tvåvåningsbyggnad med en låg och rusticerad ekonomivåning i bottenplan, och en ljus och hög piano nobile en trappa upp. Taket var ett mansardtak med flera fönsterkupor på vinden. Bevarade ritningar finns på både Nationalmuseum och Stockholms stadsarkivs bygglov.
I början av 1800-talet påbyggdes slottet med en tredje våning för husherrens gäster, vilket avsevärt ändrade husets karaktär. Ritningarna upprättades av arkitekt Gustaf Pfeffer för Jakob Albrekt och Anna Sofias son, Albrekt von Lantingshausen och hans fru Jeanna von Stockenström. Taket ändrades från ett mansardtak till ett valmat tak på det övre takfallet. Slottets flyglar ersattes i början av 1800-talet. Under mitten av 1800-talet övergick Granhammar till familjen Rålamb då dåvarande ägaren Erik Albrekt von Lantingshausen var ogift. Fastigheten ärvdes av hans systerson Erik Axel Rålamb. På 1870-talet gjordes ett flertal utbyggnader vid portarna, på södra sidan 1870 och 1910 på norra sidan gjordes ett burspråk. 
Idag är byggnaden starkt förändrad från det ursprungliga från 1750-talet, men norr- och sydsidornas mitt- respektive hörnrusticeringar, samt bottenvåningens rusticering finns kvar, och trots senare tillägg är byggnadens grundstruktur intakt. 
Slottsträdgården anlades 1748 av von Lantingshausen med hjälp av arkitekten Carl Hårleman och hade en blandning av fransk och italiensk stil. 1769 tillkom en engelsk park söder och väster om slottet. Den gestaltades av skogvaktaren Eric Barck och blev hans livsverk. Till hans minne restes en minnessten (RAÄ-nummer: Västra Ryd 34:19) med en inskription som bland annat uppmuntrar "jordägare som vill pryda sin trädgård att följa Eric Barcks exempel". Vid sekelskiftet år 1900 omtalas att parken vid Granhammar var en av Upplands vackraste och praktfullaste. Idag finns inte mycket kvar av trädgården eller parken, som huvudsakligen ligger inom det inhägnade militära området.

### Historiska bilder

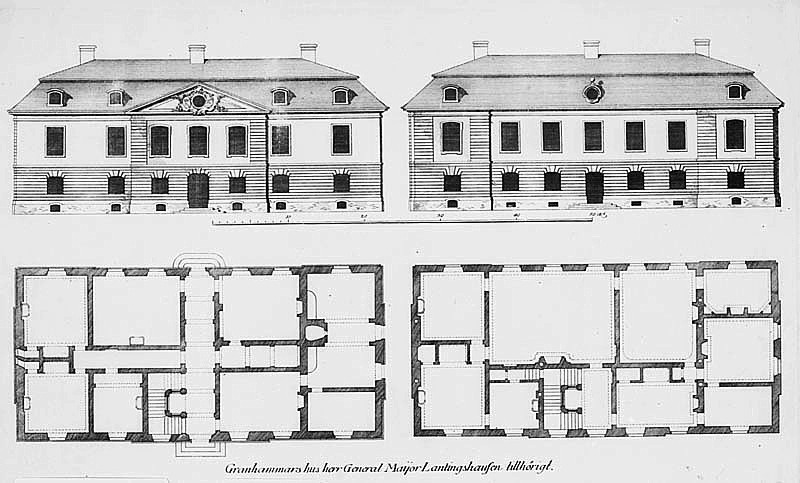
Fasad och planritningar mellan 1749 och 1759, innan påbyggnaden 1802. Sydfasaden åt vänster, norrfasaden åt höger.
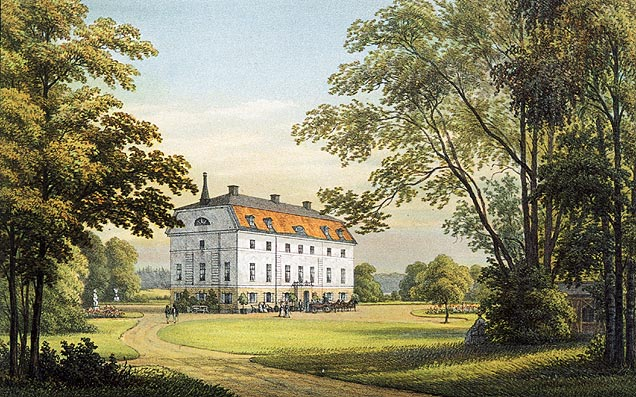
Granhammars slott, 1881. Sydfasaden.
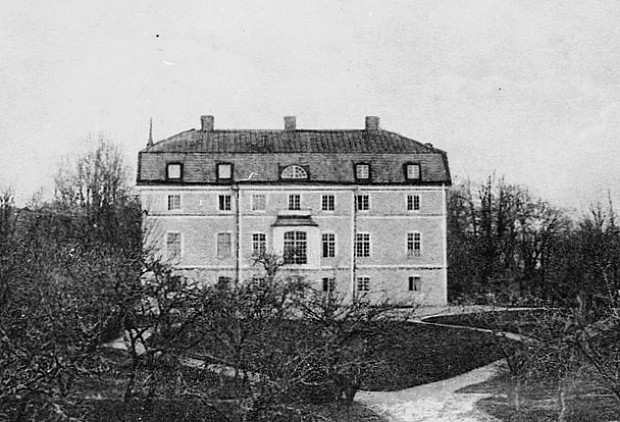
Äldre vykort, efter ombyggnaden 1910. Sydfasaden.
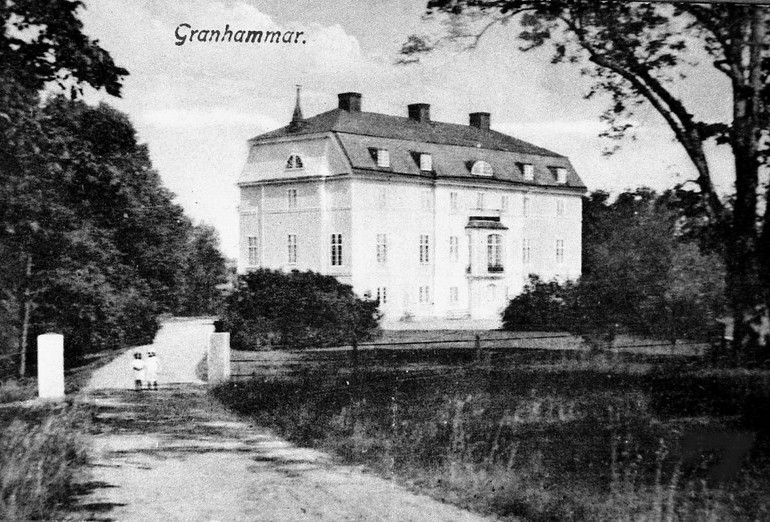
Granhammar slott efter ombyggnaden 1910, sydfasaden.
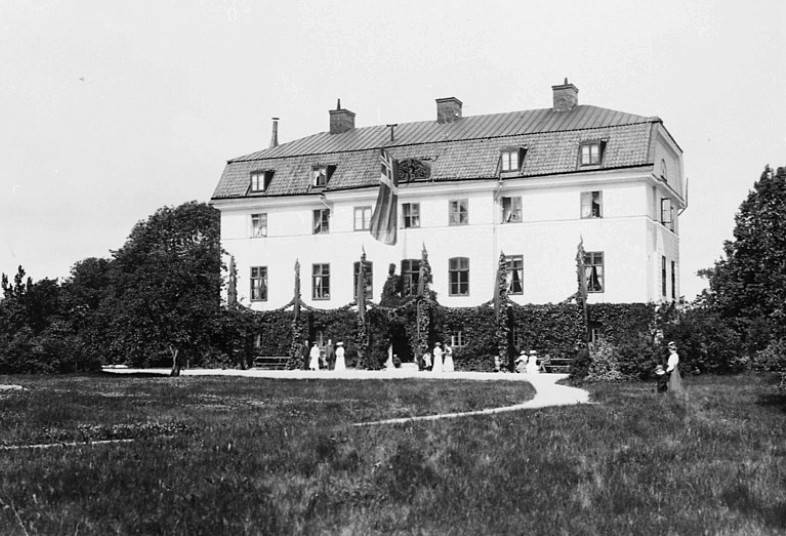
Granhammar slott 1904, sydfasaden.

## Husets vidare öden

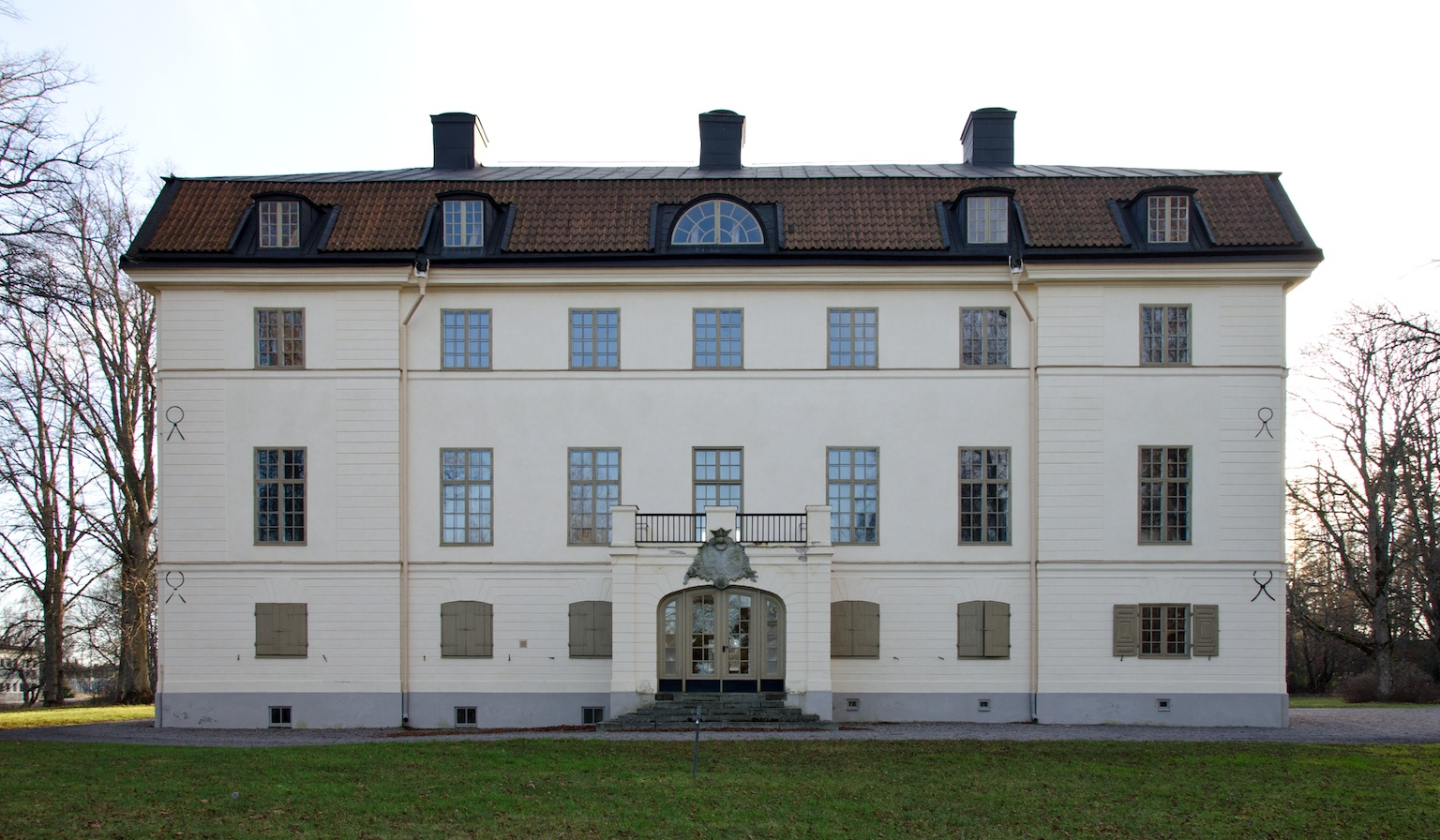
Norrsidan av Granhammars slott, 2011.

År 1933 tvingades familjen Rålamb att sälja slottet på grund av ekonomiska transaktioner, som en följd av Kreugerkraschen 1932. Slottet och tillhörande jord och skog köptes 1933 av familjen Nathanson, som i början av 1960-talet sålde Granhammars gods till HSB Stockholm. Långt gångna planer fanns då på att bygga en storskalig förort till Stockholm i området. 
År 1964 tvångsinlöstes dock Granhammar och nästan hela Västra Ryds socken av staten, för att skapa ett nytt militärt övningsfält och skjutfält åt Svea Livgarde. Detta stod klart 1970. Granhammars slott hamnade då innanför det militära området och har sedan dess stått tomt i avvaktan på beslut om framtida användning. 
Fortifikationsförvaltningen ville länge riva slottet, då man ansåg sig sakna medel för upprustning och underhåll av byggnaderna inom övningsområdet. Sedan omfattande protestaktioner stoppat rivning har slottet renoverats och är sedan 1994 klassat som byggnadsminne. Under 2010-talet har fasader och grund restaurerats.

## Tidaxel

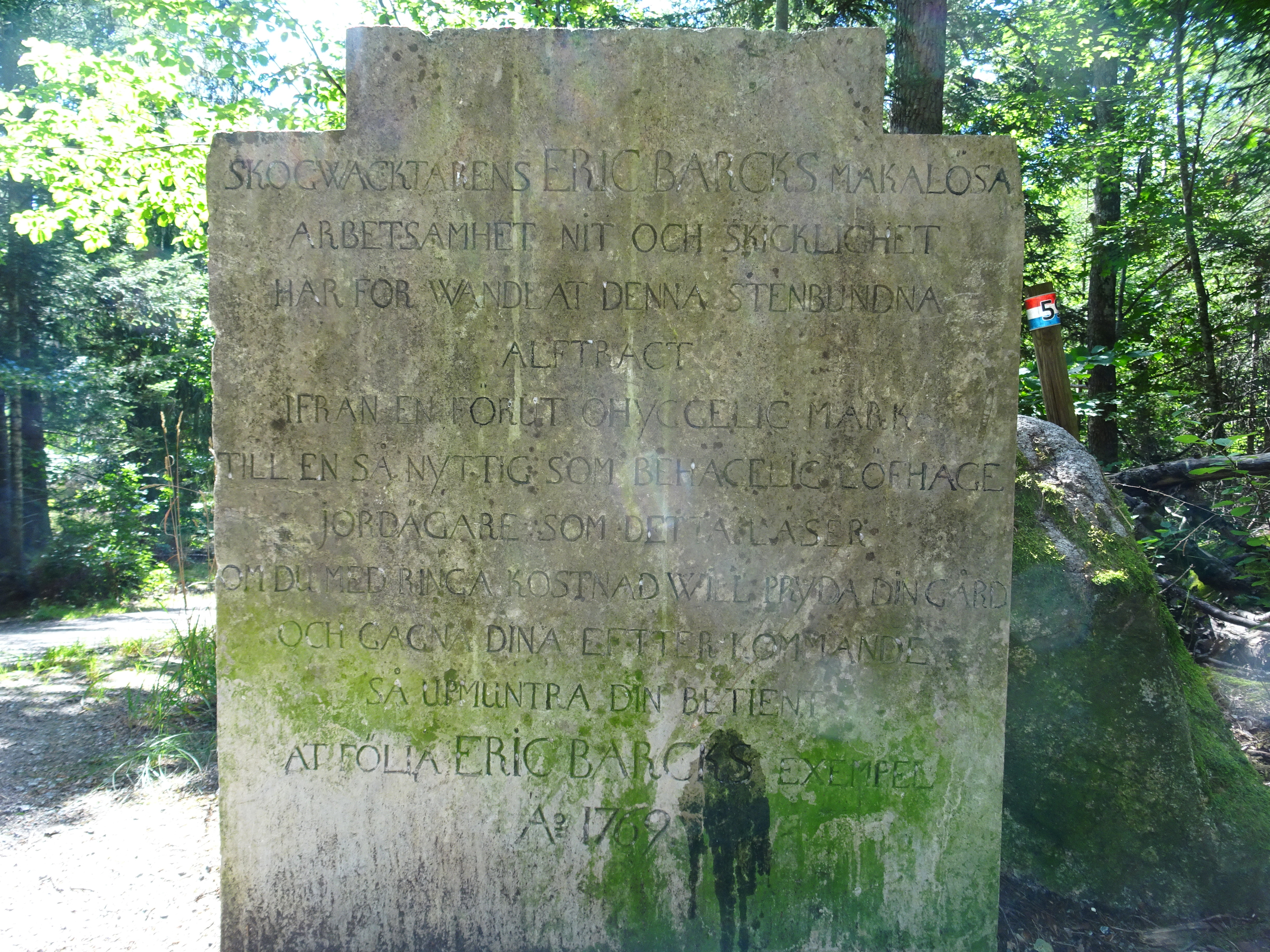
Minnessten Västra Ryd 34:19.

- 1299 Granhammar omnämns som kyrkans egendom. Känd plats sedan medeltiden.
- 1690 Axel Wachtmeister köper godset på offentlig auktion.
- 1715 godset övergår till Hans von Fersen i och med hans äktenskap med Axel Wachtmeisters dotter Eleonora Margareta Wachtmeister.
- 1718 Mangårdsbyggnaden brinner ned, Hans von Fersen låter bygga två flyglar.
- 1748 Fastigheten följer Hans von Fersens dotter, Anna Sofia von Fersen, när hon gifter sig med Jakob Albrekt von Lantingshausen.
- 1750 En ny huvudbyggnad uppförs, ritat av Carl Hårleman för Jakob Albrekt von Lantingshausen och Anna Sofia von Fersen.
- 1802 Tillbyggnad av gästvåning påbörjas, arkitekt är Gustaf Albrecht Pfeffer för näste ägare Albrekt von Lantingshausen och Jeanna von Stockenström.
- 1820 Erik Albrekt von Lantingshausen ärver Granhammar efter sin far.
- 1856 ärvs fastigheten av Erik Albrekt von Lantingshausens systerson Erik Axel Rålamb
- 1953 Granhammarsmannen påträffas vid utgrävningar.
- 1962 HSB förvärvar godset och marken för bostadsbebyggelse.
- 1964 Godset övergår i statlig ägo och nyttjas av Svea Livgarde.
- 1994 Granhammar blir statligt byggnadsminne.